# Xã Locust, Quận Christian, Illinois
Xã Locust (tiếng Anh: Locust Township) là một xã thuộc quận Christian, tiểu bang Illinois, Hoa Kỳ. Năm 2010, dân số của xã này là 1.825 người.